# Salamandrina
Genre
Synonymes
- Seiranota Barnes, 1826

Salamandrina, unique représentant de la sous-famille des Salamandrininae, est un genre d'urodèles de la famille des Salamandridae. Les deux espèces sont appelées salamandrines à lunettes.

## Répartition

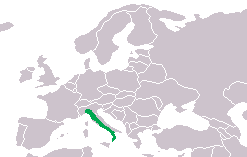
Distribution de Salamandrina terdigitata et Salamandrina perspicillata.

Les deux espèces de ce genre sont endémiques d'Italie. Elles se rencontrent de Gênes à la Calabre.

## Liste d'espèces
Selon Amphibian Species of the World (12 mars 2014) :
- Salamandrina perspicillata (Savi, 1821)
- Salamandrina terdigitata (Bonnaterre, 1789)

## Publication originale
- Fitzinger, 1826 : Neue classification der reptilien nach ihren natürlichen verwandtschaften. Nebst einer verwandtschafts-tafel und einem verzeichnisse der reptilien-sammlung des K. K. zoologischen museum's zu Wien, p. 1-67 (texte intégral).